# 4 км (зупинний пункт, Південно-Західна залізниця)
4 км (Четвертий кілометр, також Дачна) — зупинний пункт Козятинської дирекції Південно-Західної залізниці, входить до шепетівського залізничного вузла. Відстань до станції Шепетівка — 4 км.
Розташований на території міста Шепетівки Хмельницької області, на території шепетівського залізничного вузла. Після зупинного пункту колія розгалужується у двох напрямках — до станції Пост Жлобинський і до станції Шепетівка-Подільська.
На зупинному пункті зупиняються поїзди сполученням Шепетівка — Коростень та Шепетівка — Ланівці. Відкритий у 2000-х.